# Karl Valentin von Tinti

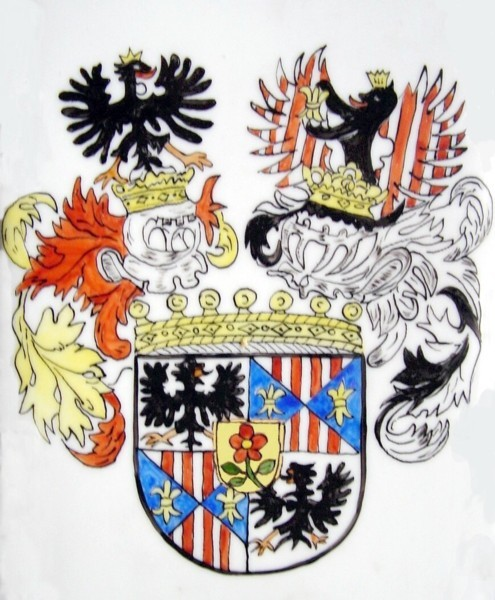
Wappen der Familie Tinti

Karl Valentin Reichsfreiherr von Tinti (* 27. August 1801 in Wien; † 7. September 1852 auf der Schallaburg) war ein österreichischer Gutsbesitzer sowie Herr und Landmann in Tirol.

## Herkunft
Seine Eltern waren Johann Nepomuk von Tinti (1772–1824) und dessen Ehefrau Henriette von Mertens († 14. Dezember 1820).

## Leben
Er übernahm von der älteren Linie Tinti, die im Mannesstamme erlosch, das Fideikommiss Herrschaft Schallaburg, Sichtenberg und Plankenstein und führte es, nicht zuletzt durch Kaiserliche Edikte von Franz II. Joseph Karl (HRR) zu neuer Blüte. Er hatte 76 Audienzen bei Franz II. Joseph Karl (HRR).
Karl Valentin von Tinti spielte eine nicht unwesentliche Rolle während der Revolution 1848. Nach der Flucht Montecuccolis aus Wien bekleidete er zeitweilig die Funktion des Landmarschalls.

## Familie
Karl Valentin von Tinti heiratete in Wien am 9. August 1828 Anna Edle von Keeß (1806–1877). Das Paar hatte mehrere Kinder:
- Karl Wilhelm ⚭ Freiin Mathilde von Lederer-Trattnern (1838–1900)
- Gustav (* 5. Mai 1833; † 14. September 1881), Oberst ⚭ Freiin Gabriele von Schulzig (* 18. Januar 1841; † 1. August 1902)
- Francisca (* 21. November 1837; † 5. Juni 1881) ⚭ Freiherr Karl-Johann von Lederer-Trattnern (* 10. Oktober 1827; † 12. April 1882)[6]
- Heinrich (* 1830)
- Victor (* 18. August 1839; † 7. September 1884) ⚭ 1873 Freiin Franziska von Haan (* 16. November 1851)